# Aegisthus spinulosus
Aegisthus spinulosus är en kräftdjursart som beskrevs av Farran 1905. Aegisthus spinulosus ingår i släktet Aegisthus och familjen Aegisthidae. Inga underarter finns listade i Catalogue of Life.